# Johannes XX.
Einen Papst mit dem Namen Johannes XX. gab es nicht – nach korrekter Zählung hätte Papst Johannes XXI. diese Nummer tragen sollen.
Im Jahre 1276 wurde Petrus Hispanus zum Papst gewählt und nahm den Papstnamen Johannes an, nach korrekter Zählung der zwanzigste Papst dieses Namens. Aufgrund eines vermeintlich übersehenen Papstes Johannes aus dem Jahre 984 sah man in jener Zeit jedoch die Zählung der Päpste Johannes XV. bis Johannes XIX. als inkorrekt an. Daher entschied sich der neue Papst für den Namen Johannes XXI. Der Irrtum lag in der Doppelzählung von Johannes XIV. begründet, zurückgehend auf die fehlerhafte Interpretation einer Papstliste.

## Erklärung
Wie Louis Duchesne, der Herausgeber des Liber Pontificalis, aufgezeigt hat, war der ursächliche Überlieferungsfehler im 11. Jahrhundert in der Zeit nach dem Pontifikat des letzten korrekt gezählten Papstes dieses Namens (Johannes XIX., 1024–1032) dadurch entstanden, dass in den Papstlisten die Darstellung des Papstes Johannes XIV. (983–984) falsch abgeschrieben wurde. Für diesen war außer der Dauer seiner achtmonatigen Amtszeit (mens. VIII) auch die Dauer seiner viermonatigen Gefangensetzung (per IV menses) angegeben. Dies wurde im 11. Jahrhundert dann in der Weise aufgefasst, dass es außer dem achtmonatigen Pontifikat von Johannes XIV. auch noch ein viermonatiges Pontifikat eines weiteren Johannes gegeben habe. Aus dem einen Johannes XIV. wurden auf diese Weise zwei Päpste dieses Namens:
Iohannes m. VIII.
Iohannes m. IV.
Der angenommene zweite Johannes XIV., in der Folgezeit gezählt als Johannes XIV. bis, ließ die Zählung von Johannes XV. bis Johannes XIX. im Nachhinein als fehlerhaft erscheinen, weshalb sich Petrus Hispanus schließlich entschied, zur Vermeidung einer Fortschreibung dieses vermeintlichen Fehlers Johannes XIV. bis bei der Zählung fortan zu berücksichtigen und sich selbst deshalb als einundzwanzigsten Papst dieses Namens zählen zu lassen.

## Zusätzlicher Irrtum
Der von seinen gleichnamigen Nachfolgern als rechtmäßiger Papst anerkannte und somit in die Zählung eingegangene Johannes XVI. wurde später nur noch als Gegenpapst angesehen. Daher war Johannes XXI. tatsächlich nicht der 21. und auch nicht der 20., sondern erst der 19. allgemein anerkannte Papst dieses Namens.

## Legende der Päpstin Johanna
Die Unregelmäßigkeit in der Zählung wurde gelegentlich darauf zurückgeführt, dass die Kirche die fiktive Päpstin Johanna, gemäß Legende als Johannes inthronisiert, in der Überlieferung unterschlagen und dadurch die Zählung durcheinandergebracht habe. Diese seit dem 13. Jahrhundert bezeugte Legende sah Johanna jedoch als direkte Nachfolgerin von Leo IV. († 855), während Johannes XIV. bis als Nachfolger von Johannes XIV. († 984) mehr als ein Jahrhundert später und ein unterschlagener Johannes XX. sogar erst in der Zeit des 11.–13. Jahrhunderts anzusetzen wäre.
In den ursprünglichen Formen der Legende soll die Päpstin zwar gegen Ende des 11. Jahrhunderts amtiert haben. In diesen Versionen ist sie jedoch namenlos.